# 27385 Andblonsky
27385 Andblonsky è un asteroide della fascia principale. Scoperto nel 2000, presenta un'orbita caratterizzata da un semiasse maggiore pari a 2,3088659 UA e da un'eccentricità di 0,1146580, inclinata di 6,33141° rispetto all'eclittica.